# كلاتة غزبلكي (درونة)
كلاتة غزبلكي (بالفارسية: کلاته گزبلکی) هي قرية تقع في إيران في قسم درونة الريفي. يقدر عدد سكانها بـ 43 نسمة .